# Lijst van medewerkers van ESPN Nederland
Dit is een lijst van presentatoren en presentatrices die bij ESPN werken of gewerkt hebben.
Legenda
-  = Huidige(aug 2024) presentatoren zijn voorzien van een rood blokje.

## B
|  | Naam              | Periode   | P. | V. | A. | C. | Programma's (Sport)                                                                                              | Opmerkingen             |
|  | ----------------- | --------- | -- | -- | -- | -- | --- | ----------------------- |
|  | Barbara Barend    | 2008–2013 | X  | X  |    |    | (Voetbal) |                         |
|  | Marco van Basten  | 2019–2020 |    |    | X  |    | De Eretribune (Voetbal)                                                                                          |                         |
|  | Mario Been        | 2017–0000 |    |    | X  |    | De Eretribune, Dit Was Het Weekend, Goedemorgen Eredivisie, UEFA Europa League, UEFA Conference League (Voetbal) | [ 1 ]                   |
|  | Wesley Bekker     | 2023–0000 |    |    |    | X  | (Voetbal) |                         |
|  | René van den Berg | 2013–0000 |    |    |    | X  | (Voetbal) | Freelancer              |
|  | Sinclair Bischop  | 2022–0000 | X  | X  |    |    | ESPN Vandaag, Voetbalpraat (Voetbal)                                                                             | [ 2 ]                   |
|  | Sjors Blaauw      | 2017–0000 |    | X  |    | X  | (Voetbal) | Tot 2024 als freelancer |
|  | Ronald de Boer    | 0000–2021 |    |    | X  |    | (Voetbal) |                         |
|  | Teun de Boer      | 2017–0000 |    | X  |    | X  | (Voetbal) | Tot 2024 als freelancer |
|  | Wouter Bouwman    | 2022–0000 | X  | X  |    |    | De Voetbalkantine, ESPN Vandaag, Voetbalpraat (Voetbal)                                                          | [ 3 ]                   |
|  | Arnold Bruggink   | 2011–2023 |    |    | X  |    | De Eretribune, UEFA Europa League, UEFA Conference League (Voetbal)                                              | [ 1 ] [ 4 ]             |

## C
|  | Naam                 | Periode   | P. | V. | A. | C. | Programma's (Sport)                                                                                              | Opmerkingen |
|  | -------------------- | --------- | -- | -- | -- | -- | --- | ----------- |
|  | Fresia Cousiño Arias | 2018–0000 | X  | X  |    |    | ESPN Vandaag, Fresia & Milan parkeren de bus, Goedemorgen Eredivisie, Voetbalpraat, Vrouwen Eredivisie (Voetbal) | [ 5 ]       |

## D
|  | Naam             | Periode   | P. | V. | A. | C. | Programma's (Sport) | Opmerkingen |
|  | ---------------- | --------- | -- | -- | -- | -- | --- | ----------- |
|  | Ronald van Dam   | 2014–0000 |    |    | X  | X  | NFL Superbowl (Basketbal, NFL en voetbal) | Freelancer  |
|  | Johan Derksen    | 2008–2011 |    |    | X  |    | (Voetbal) |             |
|  | Milan van Dongen | 2013–0000 | X  | X  |    |    | Dit Was Het Weekend, ESPN Vandaag, Fresia & Milan parkeren de bus, Goedemorgen Eredivisie, Goedemorgen Oranje, UEFA Europa League, UEFA Conference League, Voetbalpraat (Voetbal) | [ 1 ] [ 6 ] |
|  | Sanne van Dongen | 2021–0000 | X  | X  |    |    | ESPN Vandaag, In Alle Staten, Vrouwen Eredivisie (Basketbal, NFL en voetbal) | [ 7 ]       |
|  | Leo Driessen     | 2008–2023 |    |    |    | X  | Voetbalpraat (Voetbal) | Freelancer  |

## E
|  | Naam            | Periode   | P. | V. | A. | C. | Programma's (Sport)                                                                                              | Opmerkingen |
|  | --------------- | --------- | -- | -- | -- | -- | --- | ----------- |
|  | Karim El Ahmadi | 2022–0000 |    |    | X  |    | De Eretribune, Dit Was Het Weekend, Goedemorgen Eredivisie, UEFA Europa League, UEFA Conference League (Voetbal) |             |
|  | David Endt      |           |    |    |    | X  | (Voetbal) | Freelancer  |

## F
|  | Naam               | Periode   | P. | V. | A. | C. | Programma's (Sport) | Opmerkingen |
|  | ------------------ | --------- | -- | -- | -- | -- | ------------------- | ----------- |
|  | Bennett van Fessem | 2019–0000 |    | X  |    |    | (Voetbal)           | [ 8 ]       |

## G
|  | Naam                   | Periode             | P. | V. | A. | C. | Programma's (Sport)                                                                                                  | Opmerkingen |
|  | ---------------------- | ------------------- | -- | -- | -- | -- | --- | ----------- |
|  | Rob van Gameren        | 2021–2023           | X  |    |    |    | In Alle Staten (Basketbal)                                                                                           |             |
|  | Jan Joost van Gangelen | 2008–0000           | X  | X  |    |    | De Eretribune, Dit Was Het Weekend, ESPN Vandaag, UEFA Europa League, UEFA Conference League, Voetbalpraat (Voetbal) | [ 9 ]       |
|  | Ronald van der Geer    | 2015–2017 2018–0000 |    |    |    | X  | (Voetbal) | Freelancer  |
|  | Wilfred Genee          | 2008–2011           | X  |    |    |    | (Voetbal) |             |
|  | Wytse van der Goot     | 2013–2015           |    | X  |    | X  | (Voetbal) |             |

## H
|  | Naam                         | Periode   | P. | V. | A. | C. | Programma's (Sport)                                  | Opmerkingen              |
|  | ---------------------------- | --------- | -- | -- | -- | -- | ---------------------------------------------------- | ------------------------ |
|  | Jan van Halst                | 2008–2016 |    |    | X  |    | De Eretribune, FOX Voetbal (Voetbal)                 |                          |
|  | Onno Hansum                  | 2010–0000 |    |    |    | X  | (Voetbal)                                            | Freelancer               |
|  | Claudia van den Heiligenberg | 2022–0000 |    |    | X  |    | Vrouwen Eredivisie (Voetbal)                         | Freelancer               |
|  | Hélène Hendriks              | 2013–2024 | X  | X  |    |    | De Eretribune (Voetbal)                              | 2018–2024 als freelancer |
|  | Pierre van Hooijdonk         | 2021–2024 |    |    | X  |    | UEFA Europa League, UEFA Conference League (Voetbal) |                          |
|  | Corné in 't Hout             | 2025      |    |    |    |    |                                                      |                          |

## I
|  | Naam                | Periode   | P. | V. | A. | C. | Programma's (Sport) | Opmerkingen |
|  | ------------------- | --------- | -- | -- | -- | -- | ------------------- | ----------- |
|  | Richard van Iterson | 2010–2016 |    |    |    | X  | (Voetbal)           | Freelancer  |

## J
|  | Naam        | Periode   | P. | V. | A. | C. | Programma's (Sport)                             | Opmerkingen |
|  | ----------- | --------- | -- | -- | -- | -- | ----------------------------------------------- | ----------- |
|  | Kees Jansma | 2011–2019 | X  |    |    |    | De Tafel van Kees, Natafelen met Kees (Voetbal) |             |

## K
|  | Naam             | Periode   | P. | V. | A. | C. | Programma's (Sport) | Opmerkingen |
|  | ---------------- | --------- | -- | -- | -- | -- | --- | ----------- |
|  | Pascal Kamperman | 2013–0000 | X  | X  |    |    | Dit Was Het Weekend, ESPN Vandaag, UEFA Europa League, UEFA Conference League, Voetbal Op Vrijdag, Voetbalpraat (Voetbal)  |             |
|  | Bert Kous        | 2017–0000 |    |    |    | X  | (Voetbal) | Freelancer  |
|  | Hans Kraay jr.   | 2015–0000 |    | X  | X  |    | De Eretribune, Goedemorgen Eredivisie, Goedemorgen Oranje, Voetbal Op Vrijdag, Voetbalpraat (Voetbal)                      |             |
|  | Danny Koevermans | 2024–0000 |    |    | X  |    | (Voetbal) |             |
|  | Rick de Kok      | 2013–0000 |    | X  |    |    | (Voetbal) | [ 10 ]      |
|  | Dirk Kuijt       | 2023      |    |    | X  |    | (Voetbal) |             |
|  | Kees Kwakman     | 2018–0000 |    |    | X  |    | De Eretribune, Dit Was Het Weekend, UEFA Europa League, UEFA Conference League, Voetbal op Vrijdag, Voetbalpraat (Voetbal) | [ 1 ]       |

## L
|  | Naam                | Periode   | P. | V. | A. | C. | Programma's (Sport)                                                                                   | Opmerkingen |
|  | ------------------- | --------- | -- | -- | -- | -- | --- | ----------- |
|  | Aletha Leidelmeijer | 2016–0000 | X  | X  |    |    | De Eretribune, ESPN Vandaag, UEFA Europa League, UEFA Conference League, Vrouwen Eredivisie (Voetbal) | [ 11 ]      |
|  | Gary Lineker        | 2008–2009 |    |    | X  |    | (Voetbal)                                                                                             |             |
|  | Bert van Losser     | 2016–0000 |    |    |    | X  | (Voetbal)                                                                                             | Freelancer  |

## M
|  | Naam                | Periode        | P. | V. | A. | C. | Programma's (Sport) | Opmerkingen |
|  | ------------------- | -------------- | -- | -- | -- | -- | --- | ----------- |
|  | Hedwiges Maduro     | 2018–2023      |    |    | X  |    | De Eretribune, Dit Was Het Weekend, Goedemorgen Eredivisie, UEFA Europa League, UEFA Conference League, Voetbalpraat (Voetbal) |             |
|  | Roy Makaay          | 2021 2023–0000 |    |    | X  |    | (Voetbal) |             |
|  | Andy van der Meijde | 2019–2020      | X  |    |    |    | Bij Andy In De Auto |             |
|  | Marcella Mesker     | 2016–2021      |    |    |    | X  | (Tennis) | Freelancer  |
|  | Sjoerd Mossou       | 2021–2022      | X  |    |    |    | Ontdek de Eredivisie (Voetbal)                                                                                                 |             |
|  | Robert Maaskant     | 2023–0000      |    |    | X  |    | De Eretribune, De Voetbalkantine (Voetbal)                                                                                     |             |

## N
|  | Naam             | Periode        | P. | V. | A. | C. | Programma's (Sport) | Opmerkingen |
|  | ---------------- | -------------- | -- | -- | -- | -- | ------------------- | ----------- |
|  | Carrie ten Napel | 2013–2014 2016 | X  | X  |    |    | (Voetbal)           |             |
|  | Evert ten Napel  | 2012–2021      |    |    |    | X  | (Voetbal)           | [ 12 ]      |

## O
|  | Naam            | Periode   | P. | V. | A. | C. | Programma's (Sport)                  | Opmerkingen             |
|  | --------------- | --------- | -- | -- | -- | -- | ------------------------------------ | ----------------------- |
|  | Leo Oldenburger | 2010–0000 | X  | X  |    | X  | ESPN Vandaag, Voetbalpraat (Voetbal) | Tot 2013 als freelancer |
|  | Maarten van Os  | 2018–2022 | X  | X  |    |    | (Voetbal)                            | [ 13 ]                  |

## P
|  | Naam                   | Periode   | P. | V. | A. | C. | Programma's (Sport)                                                                     | Opmerkingen |
|  | ---------------------- | --------- | -- | -- | -- | -- | --------------------------------------------------------------------------------------- | ----------- |
|  | Toine van Peperstraten | 2013–0000 | X  | X  |    |    | Dit Was Het Weekend, ESPN Vandaag, FOX Voetbal, Voetbal Op Vrijdag (Voetbal)            |             |
|  | Kenneth Pérez          |           |    |    | X  |    | Dit Was Het Weekend, UEFA Europa League, UEFA Conference League, Voetbalpraat (Voetbal) |             |
|  | Bram van Polen         | 2024–0000 |    |    | X  |    | Voetbalpraat (Voetbal)                                                                  |             |

## R
|  | Naam              | Periode   | P. | V. | A. | C. | Programma's (Sport) | Opmerkingen |
|  | ----------------- | --------- | -- | -- | -- | -- | ------------------- | ----------- |
|  | Theo Reitsma      | 2008–2015 |    |    |    | X  | (Voetbal)           |             |
|  | Ron de Rijk       | 2008–2018 |    |    |    | X  | (Voetbal)           |             |
|  | Mark van Rijswijk | 2008–0000 |    | X  |    | X  | (Voetbal)           |             |

## S
|  | Naam               | Periode   | P. | V. | A. | C. | Programma's (Sport)                        | Opmerkingen |
|  | ------------------ | --------- | -- | -- | -- | -- | ------------------------------------------ | ----------- |
|  | Emile van de Sande | 2024–0000 |    | X  |    |    | (Voetbal)                                  |             |
|  | Vincent Schildkamp | 2013–0000 | X  | X  |    | X  | ESPN Vandaag, Voetbalpraat (Voetbal)       | [ 14 ]      |
|  | Krijn Schuitemaker | 2015–0000 |    |    |    | X  | (Voetbal)                                  | Freelancer  |
|  | Frank van der Slot | 2018–2019 |    |    |    | X  | eDivisie (Voetbal)                         | Freelancer  |
|  | Mart Smeets        | 2021–0000 | X  |    |    |    | In Alle Staten (Basketbal)                 | [ 15 ]      |
|  | Mike Snoei         | 2021–0000 |    |    | X  |    | (Voetbal)                                  |             |
|  | Leonne Stentler    | 2019–0000 |    |    | X  | X  | Voetbalpraat, Vrouwen Eredivisie (Voetbal) | Freelancer  |

## T
|  | Naam            | Periode   | P. | V. | A. | C. | Programma's (Sport) | Opmerkingen |
|  | --------------- | --------- | -- | -- | -- | -- | ------------------- | ----------- |
|  | Humberto Tan    | 2008–2013 | X  | X  |    |    | (Voetbal)           |             |
|  | Michiel Teeling | 2008–0000 |    |    |    | X  | (Voetbal)           |             |

## V
|  | Naam               | Periode   | P. | V. | A. | C. | Programma's (Sport)                                                                                       | Opmerkingen |
|  | ------------------ | --------- | -- | -- | -- | -- | --- | ----------- |
|  | Bas van Veenendaal | 2008–2015 | X  | X  |    |    | (Voetbal)                                                                                                 |             |
|  | Gertjan Verbeek    | 2021–0000 |    |    | X  |    | De Eretribune, Goedemorgen Eredivisie (Voetbal)                                                           |             |
|  | Marciano Vink      | 2020–0000 |    |    | X  |    | De Eretribune, Goedemorgen Eredivisie, UEFA Europa League, UEFA Conference League, Voetbalpraat (Voetbal) | [ 16 ]      |
|  | Sierd de Vos       | 2008–2016 |    |    |    | X  | (Voetbal)                                                                                                 | Freelancer  |

## W
|  | Naam              | Periode   | P. | V. | A. | C. | Programma's (Sport)                                  | Opmerkingen |
|  | ----------------- | --------- | -- | -- | -- | -- | ---------------------------------------------------- | ----------- |
|  | Koen Weijland     | 2018–2019 | X  | X  |    | X  | eDivisie (Voetbal)                                   | Freelancer  |
|  | Koert Westerman   | 2008–0000 | X  | X  |    | X  | (Voetbal)                                            | Freelancer  |
|  | Frank Wielaard    | 2015      |    |    |    | X  | (Voetbal)                                            | Freelancer  |
|  | Cristian Willaert | 2013–0000 | X  | X  |    |    | ESPN Vandaag, Tweede Divisie, Voetbalpraat (Voetbal) |             |

### Y
|  | Naam         | Periode   | P. | V. | A. | C. | Programma's (Sport)                                  | Opmerkingen |
|  | ------------ | --------- | -- | -- | -- | -- | ---------------------------------------------------- | ----------- |
|  | Yordi Yamali | 2022–0000 | X  |    | X  |    | De Voetbalkantine, Tekengeld, Voetbalpraat (Voetbal) | Freelancer  |

## Z
|  | Naam                 | Periode   | P. | V. | A. | C. | Programma's (Sport) | Opmerkingen             |
|  | -------------------- | --------- | -- | -- | -- | -- | ------------------- | ----------------------- |
|  | Simon Zijlemans      | 2016–2018 | X  |    |    |    | eDivisie (Voetbal)  | Freelancer              |
|  | Martijn van Zijtveld | 2016–0000 |    |    |    | X  | (Voetbal)           | Tot 2024 als freelancer |